# Bisceglie Calcio a 5
La Società Sportiva Bisceglie Calcio a 5 è stata una formazione italiana di calcio a 5 di Bisceglie, fondata nel 1994 e scioltasi nel 2012.

## Storia
La società viene fondata da Felice Nichilo ed ottiene l'affiliazione alla FIGC nel 1994, partecipando la stagione successiva al campionato regionale di Serie C. Una particolarità della squadra pugliese è quella di aver mantenuto, nei suoi 18 anni di storia, sempre lo stesso tecnico, il biscegliese Leopoldo Capurso. Nella stagione 1994-1995 il Bisceglie vince il proprio girone, ma è sconfitta nelle semifinali dei play off per la promozione alla Serie B nazionale, così come accade nelle tre successive stagioni. Nella stagione 1998-1999 il Bisceglie vince la Coppa Puglia, e partecipa di diritto alla fase finale nazionale di Coppa Italia di Serie C, terminata alle semifinali.
Nella stagione 1999-00 il Bisceglie giunge e perde la finale play-off. Nella stagione 2001-02 la squadra ottiene la promozione in Serie B. Nella stagione 2003-04 conquista la Coppa Italia di Serie B. Nella successiva stagione 2004-2005 ottengono il passaggio in Serie A2, vincendo il girone D di serie B con 60 punti.
Al termine della stagione 2005-2006 si liberano due posti nel campionato di Serie A1 a causa di due fusioni societarie, il Bisceglie presenta domanda di ripescaggio al pari di Futsal Vesevo, Pescara Sport Five e Torrino SC.
Il 20 luglio 2006, il Consiglio Direttivo della Divisione Calcio a 5 decide il ripescaggio di Bisceglie e Pescara.
Dopo sei anni consecutivi nella massima serie, raggiungendo l'apice nel 2010 con la semifinale playoff, con una lettera pubblicata sul sito della società in data 14 agosto 2012, il presidente Alfonso Russo annuncia per la stagione seguente la rinuncia della società all'iscrizione al Campionato di Serie A e de facto la cessazione della stessa.

## Cronistoria
| Cronistoria Bisceglie C5 |
| --- |
| - 1994 · Fondazione del Bisceglie C5. - 1994-95 · Disputa il campionato di Serie C Puglia. - 1995-96 · Disputa il campionato di Serie C Puglia. - 1996-97 · Disputa il campionato di Serie C Puglia. - 1997-98 · Disputa il campionato di Serie C Puglia. - 1998-99 · Disputa il campionato di Serie C Puglia. Vince la Coppa Italia regionale (1º titolo). - 1999-00 · Disputa il campionato di Serie C Puglia. - 2000-01 · 1ª in Serie C Puglia. Promossa in Serie B. - 2001-02 · 4ª nel girone D di Serie B. 1ª fase di Coppa Italia di Serie B. - 2002-03 · 5ª nel girone D di Serie B. Sedicesimi di finale di Coppa Italia di Serie B. - 2003-04 · 4ª nel girone D di Serie B. Vince la Coppa Italia di Serie B (1º titolo). - 2004-05 · 1ª nel girone D di Serie B. Promossa in serie A2. Ottavi di finale di Coppa Italia di Serie B. - 2005-06 · 3ª nel girone B di Serie A2. Ripescata in Serie A. Finalista play-off promozione. Semifinalista di Coppa Italia di Serie A2. - 2006-07 · 5ª in Serie A. 1º turno play-off scudetto. Semifinalista di Coppa Italia. - 2007-08 · 9ª in Serie A. 1º turno play-off scudetto. Quarti di finale di Coppa Italia. - 2008-09 · 5ª in Serie A. Quarti di finale play-off scudetto. Quarti di finale di Coppa Italia. - 2009-10 · 4ª in Serie A. Semifinalista play-off scudetto. Quarti di finale di Coppa Italia. - 2010-11 · 5ª in Serie A. Quarti di finale play-off scudetto. Quarti di finale di Coppa Italia. - 2011-12 · 9ª in Serie A. Quarti di finale di Coppa Italia. - 2012 · Scioglimento della società. |

## Statistiche e record

### Partecipazione ai campionati
| Livello | Categoria | Partecipazioni | Debutto   | Ultima stagione | Totale |
| ------- | --------- | -------------- | --------- | --------------- | ------ |
| 1º      | Serie A   | 6              | 2006-2007 | 2011-2012       | 6      |
| 2º      | Serie A2  | 1              | 2005-06   | 2005-06         | 1      |
| 3º      | Serie B   | 4              | 2001-2002 | 2004-2005       | 8      |
| 3º      | Serie C   | 4              | 1994-1995 | 1997-1998       | 8      |
| 4º      | Serie C   | 3              | 1998-1999 | 2000-2001       | 3      |

## Palmarès

### Competizioni nazionali
- Campionato di Serie B: 1
  - 2004-05
- Coppa Italia di Serie B: 1
  - 2003-04

### Competizioni giovanili
- Coppa Italia Under-21: 1
  - 2008-09